# Che. Rewolucja
Che. Rewolucja (oryg. Che: Part One) – film z 2008 roku, w reżyserii Stevena Soderbergha.

## Obsada
- Benicio del Toro jako Ernesto „Che” Guevara
- Benjamín Benítez jako Harry "Pombo" Villegas
- Julia Ormond jako Lisa Howard
- Armando Riesco jako Dariel Alarcón Ramírez, Benigno
- Catalina Sandino Moreno as Aleida March
- Demián Bichir jako Fidel Castro
- Rodrigo Santoro jako Raúl Castro
- Santiago Cabrera jako Camilo Cienfuegos
- Elvira Minguez jako Celia Sánchez
- Édgar Ramírez jako Ciro Redondo García
- Alfredo De Quesada jako Israel Pardo
- Roberto Santana jako Juan Almeida Bosque
- Victor Rasuk jako Rogelio Acevedo
- Kahlil Mendez jako Leonardo Tamayo Núñez
- Oscar Isaac jako Interpretator